# Louis Gauchat

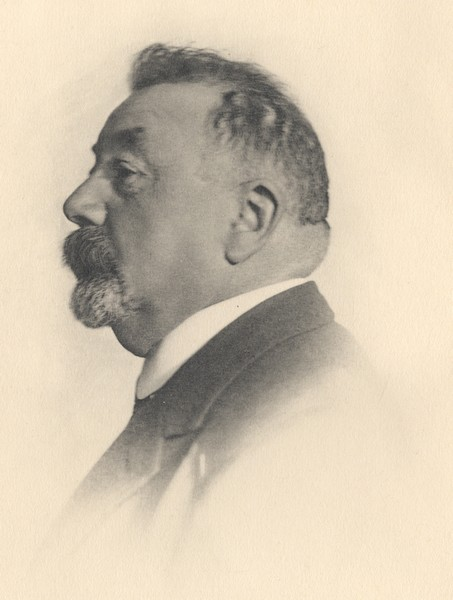
Louis Gauchat (ca. 1900)

Louis Gauchat (Les Brenets, 12 januari 1866 - Lenzerheide, 22 augustus 1942) was een Zwitsers sociolinguïst die werkte in het domein van de Romandische dialectologie. 

## Loopbaan
Gauchat hield zich bezig met het bestuderen van de correlaties tussen de sociale levensomstandigheden en het taalgebruik van een individu. Daarvoor onderzocht hij de uit 900 mensen bestaande bevolking van het Zwitserse dorp Charmey. Hij verbond dialectale variaties met de identiteit van de sprekers ervan. Hij is de eerste onderzoeker die zo'n studie heeft uitgevoerd in de Franse sociolinguïstiek. In 1899 stichtte hij de Glossaire des patois de la Suisse romande, een gesubsidieerde stichting die voor ogen had een volledig glossarium van de Romandische dialecten samen te stellen en te publiceren. Het eerste exemplaar kwam uit in 1924.